# Дена Ендрюс
Карвер Дена Ендрюс (англ. Carver Dana Andrews; 1 січня 1909 — 17 грудня 1992), більш відомий як Дена Ендрюс — американський актор.

## Дитинство і юність
Карвер Дена Ендрюс народився в містечку Коллінз, штат Міссісіпі, третім з дев'яти дітей Форреста Ендрюса і його дружини Енніс. Незабаром сім'я перебралася в Техас, де народилися його молодші брати і сестри.
Дена відвідував коледж в Х'юстоні, а також працював деякий час бухгалтером. У 1931 році він поїхав в Лос-Анджелес, щоб спробувати почати співочу кар'єру. Щоб заробити собі на життя, він змінив декілька професій. Один з роботодавців Дена повірив у його здатності і оплатив його навчання оперному мистецтву та акторській майстерності.

## Кар'єра
Дена підписав контракт з Семюелом Голдвіном через дев'ять років після переїзду в Лос-Анджелес. У 1940 році він зіграв свою першу роль в кіно в картині Вільяма Вайлера «Людина з Заходу» з Гері Купером. У 1943 році Дена зіграв з Генрі Фондою у фільмі «Випадок в Окс-Боу» в ролі жертви лінчування.
У 1944 році Дена знявся в картині «Лора» в ролі детектива, який розслідує вбивство, а в 1946 році — у фільмі «Найкращі роки нашого життя» в ролі солдата, який повернувся з війни. Ці дві його роботи залишаються найвідомішими і найбільш значними. Примітною була і гра Дени у фільмі «Там, де закінчується тротуар» (1950).
На той час пристрасть актора до алкоголю вже надавала згубний вплив на його кар'єру. Він почав зніматися в ролях другого плану фільмів категорії B, хоча не припиняв роботу в кіно аж до середини 80-х років. У 1963 році Дена був обраний президентом Гільдії кіноакторів США.

## Особисте життя
Дена Ендрюс одружився з Джанет Мюррей напередодні 1932 року. Вона померла в 1935 році, незабаром після народження їхнього сина Девіда (музиканта і композитора, який помер в 1964 році). 17 листопада 1939 року Дена одружився з актрисою Мері Тодд. У них народилося троє дітей: Кетрін (1942), Стівен (1944) і Сьюзен (1948). Протягом 20 років родина жила в Толука Лейк. Коли діти виросли, Дена і Мері переїхали в Студіо Сіті в будинок, придбаний у їхнього друга режисера Жака Турньєра.
Дені вдалося побороти алкоголізм. В останні роки свого життя він страждав від хвороби Альцгеймера. У 1993 році Дена Ендрюс помер від серцевої недостатності і пневмонії.

## Вибрана фільмографія
- 1940 — Людина з Заходу / The Westerner — Гід Джонсон
- 1941 — Тютюнова дорога / Tobacco Road — капітан Тім Гармон
- 1941 — З вогником / Ball of Fire — Джо Лайлак
- 1941 — Белль Старр / Belle Starr — майор Томас Крейл
- 1943 — Випадок в Окс-Боу / The Ox-Bow Incident — Дональд Мартін
- 1943 — Північна зірка / The North Star — Коля Симонов
- 1944 — Лора / Laura — Марк Макферсон
- 1945 — Падший ангел / Fallen Angel — Ерік Стентон
- 1946 — Найкращі роки нашого життя / The Best Years of Our Lives — капітан Фред Деррі
- 1947 — Дейзі Кеньон / Daisy Kenyon — Ден О'Мара
- 1947 — Бумеранг! / Boomerang! — Генрі Л. Гарві, прокурор штату
- 1950 — Там, де закінчується тротуар / Where the Sidewalk Ends — сержант Марк Діксон
- 1950 — Край загибелі / Edge of Doom — батько Рот
- 1954 — Слонова стежка / Elephant Walk — Дік Карвер
- 1956 — Поки місто спить / While the City Sleeps — Едвард Моблі
- 1956 — За межами розумного сумніву / Beyond a Reasonable Doubt — Том Ґарретт
- 1958 — Зачарований острів / Enchanted Island — Ебнер «Еб» Бедфорд
- 1965 — Незабутня / The Loved One — генерал Бак Бринкман
- 1974 — Аеропорт 1975 / Airport 1975 — Скотт Фрімен
- 1976 — Останній магнат / The Last Tycoon — Ред Рідінгвуд
- 1978 — Гарні хлопці носять чорне / Good Guys Wear Black — Едгар Гарольдс